# Albena Refki Reshitaj
Albena Refki Reshitaj (ur. 9 kwietnia 1979 w Prizrenie) – minister środowiska Kosowa, z wykształcenia stomatolog, doktor nauk medycznych, działaczka społeczna.

## Życiorys
Początkowo Albena Reshitaj pracowała jako dziennikarka w gazetach Pulsi oraz Zeri. W latach 2002–2003 działała na rzecz Belgijskiego Czerwonego Krzyża.
W 2006 roku ukończyła studia medyczne w dziedzinie stomatologii na Uniwersytecie w Prisztinie, po czym pracowała w jednej z klinik stomatologicznych w Prisztinie. Na tym uniwersytecie ukończyła również w 2008 roku dramaturgię na Wydziale Sztuki.
W roku 2010 specjalizowała się na Wiedeńskim Uniwersytecie Medycznym. Kierowała w latach 2012–2017 Wydziałem Medycyny Uniwersytetu w Prisztinie.
W roku 2014 uzyskała na Uniwersytecie Tirańskim stopień doktora nauk medycznych.
W 2017 roku pełniła funkcję ministra środowiska.